# Dicliptera nanodes
Dicliptera nanodes är en akantusväxtart som beskrevs av Emery Clarence Leonard. Dicliptera nanodes ingår i släktet Dicliptera och familjen akantusväxter. Inga underarter finns listade i Catalogue of Life.